# 1964 en Australie
Chronologie de l'Australie
- 1960
- 1961
- 1962
- 1963
- 1964
- 1965
- 1966
- 1967
- 1968

Cette page concerne les évènements survenus en 1964 en Australie :

## Événements
- 29 janvier : L'armée de l'air royale australienne reçoit ses deux premiers avions de combat Mirage.
- 3 février : Les premiers wagons à deux étages sont mis à l'essai sur le réseau ferroviaire de Sydney (en).
- 4 février : Le cyclone Dora frappe le nord-ouest du Queensland.
- 10 février : Collision Melbourne-Voyager : Le porte-avions HMAS Melbourne et le destroyer HMAS Voyager entrent en collision, faisant 82 victimes.
- Mars : Le Parti communiste d'Australie se divise et le Parti communiste d'Australie (marxiste-léniniste) est créé.
- Avril : Le gouvernement Menzies refuse de ratifier la convention de l'Organisation internationale du travail sur l'égalité des salaires pour les femmes.
- Avril : Les rédacteurs du magazine satirique Oz de Sydney - Richard Neville, Richard Walsh et Martin Sharp - sont accusés d'avoir imprimé une publication obscène.
- 8 avril : Inauguration de l'oléoduc Moonie, d'une longueur de 307 km, menant à la raffinerie de Lytton.
- 24 avril : Judy Hanrahan, originaire de Melbourne, devient la première femme caissière nommée par la Bank of NSW depuis la Seconde Guerre mondiale.
- 27 avril : Garfield Barwick démissionne de son poste de ministre des affaires étrangères pour devenir le nouveau président de la Haute Cour d'Australie.
- 29 avril : Le lac Burley Griffin atteint pour la première fois son niveau maximum.
- Juin - Fondation de l'université Macquarie
- 12-30 juin : Tournée mondiale des Beatles en 1964 en Australie et en Nouvelle-Zélande.
- 6 juillet : L'adjudant de 2ème classe Kevin Conway de l'équipe de formation de l'armée australienne meurt ; il est la première victime australienne de la guerre du Viêt Nam.
- 15 juillet : La première édition de The Australian est publiée à Canberra, le premier quotidien national australien, publié par News Limited de Rupert Murdoch.
- 17 juillet : Donald Campbell établit un nouveau record de vitesse terrestre de 429 miles par heure dans sa voiture à propulsion à réaction " Bluebird " au lac Eyre, en Australie-Méridionale.
- Août : Le pont Tasman, qui enjambe la rivière Derwent, est inauguré à Hobart.
- 17 octobre : Le Premier ministre Robert Menzies inaugure le lac Burley Griffin, à Canberra[1].
- 26 octobre : Le célèbre tueur en série de Perth, Eric Edgar Cooke, est exécuté à la prison de Fremantle ; il est la dernière personne à être pendue en Australie occidentale.
- 10 novembre : Le Premier ministre Robert Menzies annonce la réintroduction du service national.
- 10 décembre : Le gouvernement du Queensland déclare l'état d'urgence pour tenter de mettre fin au conflit des mines de Mount Isa.
- 16 décembre : L'université La Trobe de Melbourne est fondée.
- 31 décembre : Donald Campbell établit un nouveau record de vitesse sur l'eau de 276 miles par heure au lac Dumbleyung, en Australie occidentale.
- Percy Spender est nommé président de la Cour internationale de justice.
- La nageuse Dawn Fraser est nommée Australienne de l'année.

## Culture

### Littérature
- Sortie de romans  :
  - A Mountain for Monique (en) de F. J. Thwaites (en)
  - Black Lightning (en) de Dymphna Cusack
  - Le Bal des osselets de Carter Brown
  - De poil et de poudre de Carter Brown
  - My Brother Jack (en) de George H. Johnston
  - Pastures of the Blue Crane (en) de Hesba Fay Brinsmead (en)
  - Sans voiles de Carter Brown
  - The Place at Whitton (en) de Thomas Keneally

## Sport
- 4-13 janvier : Championnat de tennis d'Australie
- 20-26 janvier : Tournoi de tennis Australian Hardcourt (dames 1964)
- 9-15 novembre : Tournoi de tennis de Brisbane (dames 1964)
- 26 décembre-2 janvier 1965 : Tournoi de tennis d'Adélaïde (dames 1964)

## Naissances
- Leanne Benjamin (en), danseuse.
- Trevor Gillmeister (en), footballeur.
- Kathy Watt, cycliste.

## Décès
- Claude Hulbert (en), acteur.
- Nettie Palmer (en), poétesse.
- Harry Sunderland, journaliste.
- Arthur Upfield, écrivain.